# Gare d’Auxerre-Saint-Gervais
Gare d'Auxerre-Saint-Gervais – stacja kolejowa w Auxerre, w departamencie Yonne, w regionie Burgundia-Franche-Comté, we Francji.
Jest stacją Société nationale des chemins de fer français (SNCF), obsługiwaną przez pociągi TER Bourgogne.